# Alexandre Pato
Alexandre Rodrigues da Silva, meglio conosciuto come Alexandre Pato o semplicemente Pato (Pato Branco, 2 settembre 1989), è un ex calciatore brasiliano.

## Biografia
Nel 2000, all'età di dieci anni, gli venne diagnosticato un tumore ad un braccio; la sua famiglia non sarebbe stata in grado di sostenere le spese delle cure mediche, tuttavia il dottor Paulo Roberto Mussi operò gratuitamente il ragazzo, scongiurando complicanze.
Dal 2009 al 2010 è stato sposato con l'attrice brasiliana Sthefany Brito; il loro matrimonio è durato poco più di sette mesi. Durante la sua militanza nel Milan è stato legato sentimentalmente a Barbara Berlusconi, figlia del presidente dei rossoneri Silvio Berlusconi. Dal 2019 è sposato con la conduttrice brasiliana Rebeca Abravanel.

## Caratteristiche
Nel 2010 era considerato uno dei giovani più promettenti del panorama calcistico mondiale; in seguito un elevato numero di infortuni ne ha limitato notevolmente il rendimento, trascinandolo in una rapida parabola discendente.
Durante la sua militanza nel Milan, nonostante la giovane età ed un fisico ancora in formazione, possedeva personalità ed un tiro potente e ben calibrato con entrambi i piedi; per queste doti, oltre che per l'agilità nei movimenti e il senso del gol, è stato spesso paragonato ad Antonio Careca.
Tecnicamente valido e abile nel controllo di palla, può contare anche su velocità, progressione e dribbling. Non disdegna il colpo di testa, seppure non rientri nelle sue principali caratteristiche. Le sue qualità gli possono permettere di svariare su tutto il fronte d'attacco, ricoprendo qualsiasi posizione.

## Carriera

### Club

#### Internacional
(Paulo Roberto Falcão)
Pato ha iniziato a giocare a calcio a 5 all'età di quattro anni. Presto le sue abilità sono state notate in tutto lo stato del Paraná e nel 2001, a 11 anni, si è trasferito a Porto Alegre, Rio Grande do Sul, per tentare di entrare nella sua squadra preferita, il Grêmio, tuttavia la sua famiglia ha deciso di fargli firmare per l'Internacional.
Dopo aver giocato nelle giovanili dell'Internacional, nel maggio del 2006, a 16 anni, Pato è stato inserito nella squadra che ha disputato il campionato brasiliano Under-20, vinto sconfiggendo nell'ultimo atto il Grêmio per 4-0. Pato è stato capocannoniere di quella competizione con 7 reti all'attivo, di cui una in finale.
Dopo aver firmato un contratto valido fino al 2009 che ha quadruplicato il suo salario e nel quale l'Internacional ha inserito una clausola rescissoria di 20 milioni di dollari valida per le squadre straniere, Pato ha potuto debuttare nel Brasileirão. Ha esordito contro il Palmeiras il 26 novembre 2006 segnando una rete, colpendo una traversa e fornendo 3 assist ai suoi compagni. Dopo questo esordio in prima squadra è stato convocato, con la maglia numero 11, per la Coppa del mondo per club 2006, poi vinta dal suo Internacional. Segnando un gol nella semifinale della manifestazione contro l'Al-Ahly Pato ha battuto il record di Pelé quale marcatore più giovane della storia in una competizione ufficiale FIFA (17 anni e 102 giorni, contro i 17 anni e 239 di "O Rei" nel Mondiale del 1958 contro il Galles).
La stagione successiva ha collezionato 9 presenze e 5 reti in campionato e ha esordito in Coppa Libertadores il 28 febbraio 2007 contro l'Emelec, segnando il gol del definitivo 3-0. Con l'Internacional ha vinto la Recopa Sudamericana contro il Pachuca, vincitore della Coppa Sudamericana 2006, segnando sia nella finale di andata (1-1) che in quella di ritorno (4-0).

#### Milan

##### 2007-2010: l’affermazione
Il 2 agosto 2007, all'età di 17 anni, è stato acquistato dal Milan per 22 milioni di euro, la cifra più alta mai pagata per un minorenne fino ad allora. A causa delle norme FIFA che impediscono i trasferimenti internazionali di atleti minorenni, il Milan ha dovuto aspettare la riapertura invernale del mercato per poterlo tesserare ufficialmente; fino al 3 gennaio 2008, quindi, ha potuto disputare con i rossoneri solo partite amichevoli ed ha sfruttato questo periodo senza poter disputare incontri ufficiali per integrarsi nel gruppo del Milan allenandosi a Milanello.
Il 4 gennaio 2008 è stato depositato in Lega Calcio il suo contratto, quindi Pato è diventato un giocatore effettivo della squadra rossonera. Legato al Milan con un accordo quinquennale da circa 2 milioni di euro a stagione, ha scelto di vestire la maglia numero 7.
Pato ha fatto il suo esordio in Serie A il 13 gennaio 2008 a San Siro contro il Napoli, segnando il suo primo gol ufficiale con la maglia rossonera, siglando il 5-2. Anche con il Milan Pato è andato in gol all'esordio, come già accaduto in precedenza con l'Internacional e il Brasile Under-20. Il 20 febbraio ha esordito in Champions League all'Emirates Stadium di Londra contro l'Arsenal. Ha chiuso la stagione con un bottino di 9 gol in 20 partite.
Con l'arrivo di Ronaldinho nell'estate del 2008 e complice anche l'assenza per infortunio di Borriello, Pato si è adattato a giocare come prima punta. Nella prima parte della stagione 2008-2009 ha realizzato il primo gol nelle coppe europee il 18 settembre 2008 nel 3-1 contro lo Zurigo nel primo turno di Coppa UEFA. A fine stagione è risultato il miglior realizzatore rossonero, con 18 marcature totali (15 in campionato e 3 in Coppa UEFA).
Nell'annata successiva, il 21 ottobre 2009, ha siglato le sue prime reti in Champions League realizzando una doppietta al Santiago Bernabéu contro il Real Madrid che ha fissato il risultato finale sul 3-2 per i rossoneri. La sua stagione, chiusa comunque con 14 reti complessive, è segnata da diversi problemi fisici.

##### 2010-2013: i primi trofei e gli infortuni
Nella stagione 2010-2011, venti giorni dopo essere rientrato da un infortunio che lo ha tenuto fuori per quasi due mesi, realizza i suoi primi due gol in Coppa Italia, durante i quarti di finale di Coppa Italia a Marassi contro la Sampdoria, permettendo ai rossoneri di approdare in semifinale. Grazie a questi gol è diventato il più giovane giocatore di sempre a raggiungere e superare la quota di 50 gol in partite ufficiali con il Milan. Il 2 aprile 2011 ha realizzato un'importante doppietta nel derby vinto 3-0 contro l'Inter (di cui il primo gol dopo appena 40 secondi dal fischio d'inizio), permettendo ai rossoneri di compiere un allungo decisivo per lo scudetto (trascinando il Diavolo a +5 dai nerazzurri), poi vinto il 7 maggio 2011 a due giornate dal termine del campionato.
Con 16 gol complessivi, Pato risulta il secondo miglior marcatore del Milan, alle spalle di Zlatan Ibrahimović.
Il 6 agosto 2011 ha vinto la Supercoppa italiana con il Milan, la sua prima da quando è in Italia, battendo l'Inter a Pechino per 2-1. Il 13 settembre seguente, nella prima gara del girone di Champions League contro il Barcellona, realizza il primo gol dopo soli 24 secondi dal calcio d’inizio; si tratta della quinta rete più veloce nella storia della competizione.
Prima dell’inizio della stagione 2012-2013 lascia la maglia numero 7 per passare alla 9, lasciata libera da Filippo Inzaghi dopo il suo ritiro. 
Nel complesso, le stagioni 2011-2012 e 2012-2013 sono un calvario per l'attaccante brasiliano, che inanella una lunghissima serie di infortuni e disputa complessivamente solo 25 partite, quasi mai per intero.
In totale, nei 5 anni in rossonero, Pato ha disputato 150 partite e ha segnato 63 reti.

#### Corinthians
Il 3 gennaio 2013 è passato al Corinthians per 15 milioni di euro; l'attaccante brasiliano ha scelto di indossare la maglia numero 7.
Ha esordito con il club paulista il 3 febbraio seguente, in occasione del match casalingo contro l'Oeste valido per la quinta giornata del campionato Paulista 2013, durante il quale Pato ha segnato il gol del definitivo 5-0. Nel corso della competizione, vinta dal Corinthians in finale contro il Santos, ha giocato 14 partite segnando 5 reti. Con il Timão ha inoltre vinto la Recopa Sudamericana 2013 contro il San Paolo, giocando però solo pochi minuti nel finale della gara di ritorno. Oltre ai 5 gol nel Paulistão Pato ne ha segnati anche 2 in Coppa Libertadores e uno in Coppa del Brasile per un totale stagionale di 17 reti in 57 partite.

#### San Paolo
Nella serata tra il 5 e il 6 febbraio 2014 il San Paolo ha raggiunto l'accordo con il Corinthians per il trasferimento in prestito biennale di Pato in cambio della cessione al Timão, a titolo definitivo, di Jádson. Le due squadre si sono inoltre accordate per pagare in parti uguali lo stipendio di Pato, che non potrà vestire la maglia del San Paolo nel campionato Paulista 2014 avendovi già giocato 5 partite con il Corinthians (2 più del limite consentito di 3 per poter giocare con due squadre diverse). Dopo il superamento delle visite mediche, Pato si è aggregato ai nuovi compagni del San Paolo all'inizio della settimana successiva e gli è stata assegnata la maglia numero 11. Dopo che le due società hanno definito gli ultimi dettagli del trasferimento, il 14 febbraio seguente Pato ha firmato il contratto con il San Paolo.
Ha esordito con il Tricolor Paulista il 12 marzo 2014 nella partita di andata del primo turno della Coppa del Brasile, vinta 1-0 in casa del CSA. Nella gara di ritorno del successivo 9 aprile ha segnato la prima rete per la squadra di San Paolo realizzando al Morumbi il primo dei 3 gol con cui la squadra paulista ha battuto quella alagoana. Il 3 maggio 2014, in occasione della terza giornata del Brasileirão, Pato ha siglato il suo primo gol con il San Paolo in campionato nella partita pareggiata per 2-2 in casa contro il Coritiba.

#### Chelsea

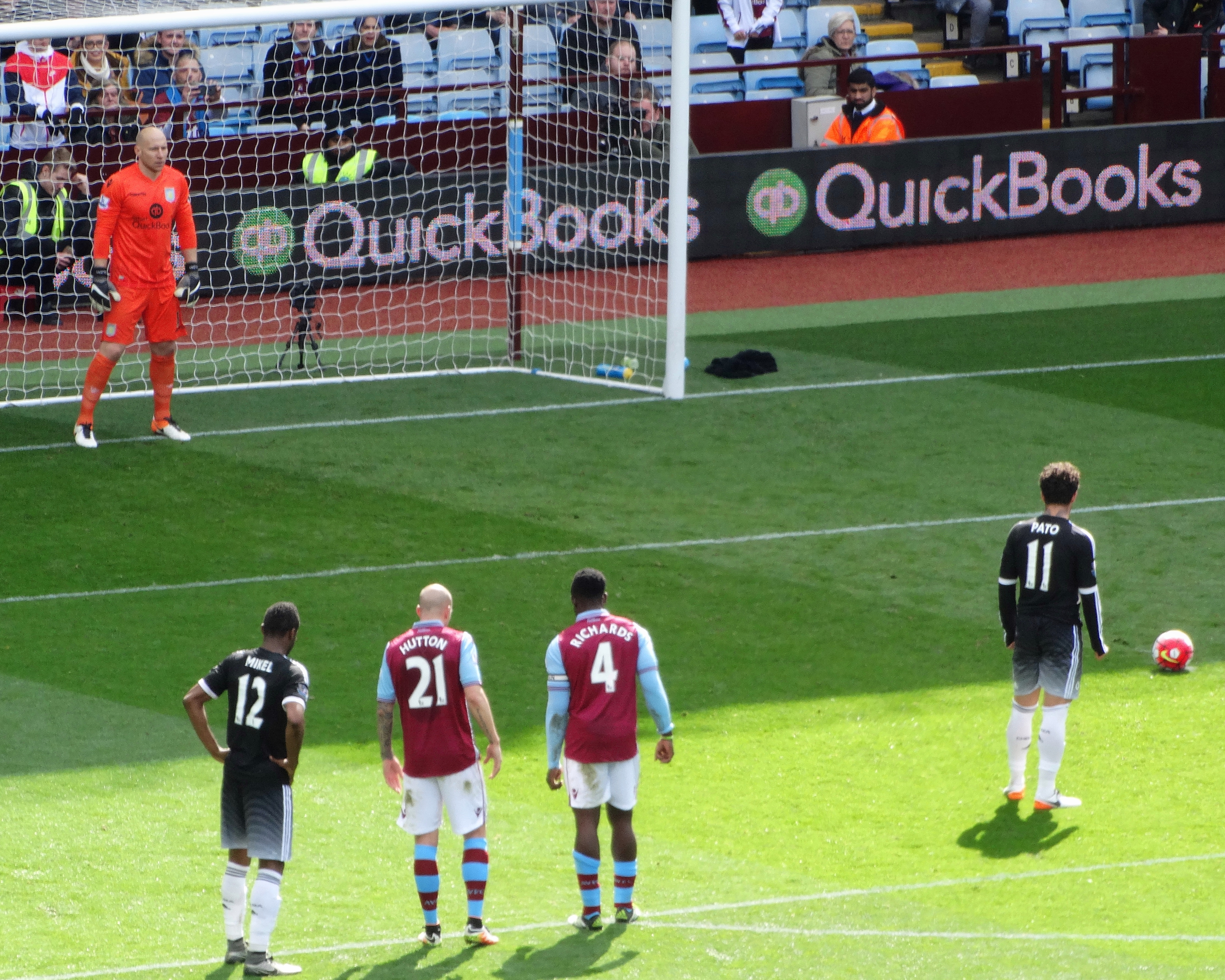
Alexandre Pato, con la maglia del Chelsea, si prepara a calciare un rigore.

Il 29 gennaio 2016 si trasferisce al Chelsea con la formula del prestito semestrale. Il 2 aprile seguente fa il suo esordio con la nuova maglia, nella vittoria per 4-0 sul campo dell'Aston Villa, subentrando all'infortunato Loïc Remy al 23º minuto di gioco; nella stessa partita si procura un calcio di rigore e segna dal dischetto il suo primo gol in Premier League, diventando così il sesto brasiliano a trovare il gol al debutto nella massima serie inglese. La settimana successiva parte titolare nel match perso per 0-1 contro lo Swansea City, venendo sostituito da Bertrand Traoré al 64º di gioco. Al termine della stagione, chiusa con due sole presenze ed una rete, fa ritorno al Corinthians.

#### Villarreal
Il 26 luglio 2016 viene acquistato dagli spagnoli del Villarreal, con cui firma un contratto quadriennale. Esordisce con la nuova maglia il 17 agosto 2016, al Madrigal, segnando il gol del momentaneo pareggio contro il Monaco nella partita di andata del play-off di Champions League.

#### Tianjin
Il 30 gennaio 2017 viene acquistato per 18 milioni di euro dai cinesi del Tianjin Quanjian, con cui sottoscrive un contratto triennale a 6 milioni a stagione. 
Nella prima stagione colleziona 26 presenze e 17 gol che contribuiscono alla qualificazione del Tianjin Quanjian in AFC Champions League al primo anno di Chinese Super League.
Anche nella seconda stagione conferma un buon feeling con il gol, andando a segno 19 volte in 32 partite disputate in tutte le competizioni. Il 16 marzo 2019 risolve il suo contratto con il club cinese, rimanendo svincolato.

#### Ritorno al San Paolo
Il 27 marzo seguente torna al San Paolo, sottoscrivendo un accordo fino a dicembre 2022. Il 19 agosto 2020 risolve il contratto con il club.

#### Orlando City
Il 13 febbraio 2021 viene reso ufficiale il suo passaggio all'Orlando City. Il 17 aprile esordisce nel match casalingo contro l’Atlanta, gioca per 79 minuti e subisce un infortunio al ginocchio. Il 27 febbraio 2022 nel match contro il Club de Foot Montréal segna il primo goal con questa maglia al 49'. Non giocando da agosto dopo l’ennesima operazione al ginocchio, il 14 novembre rimane svincolato dopo che il club non gli ha rinnovato il contratto.

#### Secondo ritorno al San Paolo
Il 26 maggio 2023 torna di nuovo al San Paolo, con cui firma un contratto fino a fine stagione con opzione per un’altra stagione.

### Nazionale

#### Giovanili
Nel 2006 Pato ha preso parte con la Nazionale brasiliana Under-18 alla Coppa Sendai, competizione di cui è stato capocannoniere con 4 reti in 3 partite: una tripletta nella prima gara contro il Giappone. e l'unico gol del Brasile nella terza ed ultima contro la Francia, che è valso anche la vittoria della competizione.
Con la Nazionale brasiliana Under-20 ha vinto il Campionato sudamericano Under-20 svoltosi in Paraguay nel 2007, diventando il goleador della sua squadra con 5 reti. Sempre nello stesso anno ha partecipato ai Mondiali Under-20 disputatisi in Canada, dove il Brasile è stato eliminato negli ottavi dalla Spagna, con Pato che si è confermato capocannoniere della propria squadra segnando 3 reti in 4 partite.
Il 7 luglio 2008 è stato convocato da Dunga per le Olimpiadi di Pechino 2008. Durante il torneo olimpico ha disputato le tre partite del girone di qualificazione, realizzando un gol contro la Nuova Zelanda. Tali prestazioni, però, non sono state ritenute all'altezza dal tecnico della Seleção che, a partire dal quarto di finale contro il Camerun, lo ha escluso dalla formazione titolare preferendogli Sóbis. Il torneo si è concluso con la vittoria della medaglia di bronzo da parte della Nazionale brasiliana, dopo aver perso la semifinale contro l'Argentina per 3-0 e battuto il Belgio con lo stesso punteggio. Il selezionatore dei verdeoro, in seguito, si è ricreduto, stimando Pato come un calciatore di indubbio talento e paragonandolo addirittura a Ronaldo.
Il 5 luglio 2012 è stato inserito dal commissario tecnico Mano Menezes nella lista dei 18 convocati per le Olimpiadi di Londra. Ha segnato il suo primo gol il 29 luglio seguente, in occasione del match vinto per 3-1 dal Brasile contro la Bielorussia. La selezione brasiliana è riuscita ad ottenere la medaglia d'argento, venendo sconfitta in finale per 2-1 dal Messico; Pato nel corso della manifestazione ha disputato tutte le 6 partite dei brasiliani, delle quali solo quella contro i bielorussi come titolare.

#### Maggiore
Ha ricevuto la prima convocazione nella nazionale brasiliana da parte del CT Dunga per l'amichevole del 6 febbraio 2008 a Dublino contro l'Irlanda, ma non ha potuto prendere parte a tale evento a causa della distorsione alla caviglia subita contro la Fiorentina il precedente 3 febbraio. Il 13 marzo seguente è stato nuovamente convocato per la successiva amichevole del 26 marzo contro la Svezia a Londra. In quella partita, a 18 anni, 6 mesi e 24 giorni, Pato ha esordito nella nazionale maggiore subentrando a Luís Fabiano al 58º minuto e al 72' ha segnato il suo primo gol con la Seleção, anche in questa occasione al suo debutto, come già avvenuto con Internacional e Milan.
Nel maggio 2009 è stato convocato da Dunga per la Confederations Cup, che si è svolta in Sudafrica il mese seguente. Durante la manifestazione, vinta con la nazionale verdeoro, Pato ha disputato solo 28 minuti nel finale della prima partita della fase a gironi contro l'Egitto (4-3).
Dopo l'esclusione dai Mondiali 2010 da parte di Dunga, è stato convocato da Mano Menezes per la sua prima gara da CT verdeoro, l'amichevole contro gli Stati Uniti del 10 agosto 2010, nella quale Pato ha segnato il suo secondo gol in nazionale. Nel giugno 2011 è stato inserito nella lista dei 22 giocatori convocati da Menezes per la Copa América 2011 in Argentina, nonostante l'infortunio alla spalla patito nell'ultima giornata di campionato. Il 14 luglio 2011, nell'ultima partita della fase a gironi della Coppa America, ha messo a segno la sua prima doppietta in nazionale nella vittoria del Brasile contro l'Ecuador per 4-2, fondamentale per il passaggio del turno dei verdeoro. In totale nel corso del torneo, dove il Brasile è stato eliminato nei quarti di finale dal Paraguay ai rigori, Pato ha disputato tutte le 4 partite della Seleção segnando 2 reti.

## Statistiche

### Presenze e reti nei club
Statistiche aggiornate al 26 maggio 2023.
| Stagione                | Squadra                 | Campionato              | Campionato | Campionato | Coppe nazionali | Coppe nazionali | Coppe nazionali | Coppe continentali | Coppe continentali | Coppe continentali | Altre coppe | Altre coppe | Altre coppe | Totale | Totale |
| Stagione                | Squadra                 | Comp                    | Pres       | Reti       | Comp            | Pres            | Reti            | Comp               | Pres               | Reti               | Comp        | Pres        | Reti        | Pres   | Reti   |
| ----------------------- | ----------------------- | ----------------------- | ---------- | ---------- | --------------- | --------------- | --------------- | ------------------ | ------------------ | ------------------ | ----------- | ----------- | ----------- | ------ | ------ |
| 2006                    | Internacional           | PD/RS+A                 | 0+1        | 0+1        | -               | -               | -               | -                  | -                  | -                  | Cmc         | 2           | 1           | 3      | 2      |
| 2007                    | Internacional           | PD/RS+A                 | 8+9        | 1+5        | -               | -               | -               | CL                 | 5                  | 2                  | RSA         | 2           | 2           | 24     | 10     |
| Totale Internacional    | Totale Internacional    | Totale Internacional    | 8+10       | 1+6        |                 | -               | -               |                    | 5                  | 2                  |             | 4           | 3           | 27     | 12     |
| gen.-giu. 2008          | Milan                   | A                       | 18         | 9          | CI              | 0               | 0               | UCL                | 2                  | 0                  | -           | -           | -           | 20     | 9      |
| 2008-2009               | Milan                   | A                       | 36         | 15         | CI              | 0               | 0               | CU                 | 6                  | 3                  | -           | -           | -           | 42     | 18     |
| 2009-2010               | Milan                   | A                       | 23         | 12         | CI              | 0               | 0               | UCL                | 7                  | 2                  | -           | -           | -           | 30     | 14     |
| 2010-2011               | Milan                   | A                       | 25         | 14         | CI              | 3               | 2               | UCL                | 5                  | 0                  | -           | -           | -           | 33     | 16     |
| 2011-2012               | Milan                   | A                       | 11         | 1          | CI              | 1               | 1               | UCL                | 5                  | 2                  | SI          | 1           | 0           | 18     | 4      |
| 2012-gen. 2013          | Milan                   | A                       | 4          | 0          | CI              | 0               | 0               | UCL                | 3                  | 2                  | -           | -           | -           | 7      | 2      |
| Totale Milan            | Totale Milan            | Totale Milan            | 117        | 51         |                 | 4               | 3               |                    | 28                 | 9                  |             | 1           | 0           | 150    | 63     |
| 2013                    | Corinthians             | A1/SP+A                 | 14+30      | 5+9        | CB              | 4               | 1               | CL                 | 8                  | 2                  | RSA         | 1           | 0           | 57     | 17     |
| gen.-feb. 2014          | Corinthians             | A1/SP+A                 | 5+0        | 0+0        | -               | -               | -               | -                  | -                  | -                  | -           | -           | -           | 5      | 0      |
| Totale Corinthians      | Totale Corinthians      | Totale Corinthians      | 19+30      | 5+9        |                 | 4               | 1               |                    | 8                  | 2                  |             | 1           | 0           | 62     | 17     |
| feb.-dic. 2014          | San Paolo               | A1/SP+A                 | 0+29       | 0+9        | CB              | 6               | 2               | CS                 | 4                  | 1                  | -           | -           | -           | 39     | 12     |
| 2015                    | San Paolo               | A1/SP+A                 | 14+33      | 8+10       | CB              | 6               | 5               | CL                 | 6                  | 3                  | -           | -           | -           | 59     | 26     |
| gen.-giu. 2016          | Chelsea                 | PL                      | 2          | 1          | FACup+CdL       | 0               | 0               | UCL                | 0                  | 0                  | -           | -           | -           | 2      | 1      |
| 2016-gen. 2017          | Villarreal              | PD                      | 14         | 2          | CR              | 3               | 1               | UCL+UEL            | 2+5                | 1+2                | -           | -           | -           | 24     | 6      |
| 2017                    | Tianjin Quanjian        | CSL                     | 24         | 15         | CC              | 2               | 2               | -                  | -                  | -                  | -           | -           | -           | 26     | 17     |
| 2018                    | Tianjin Quanjian        | CSL                     | 23         | 15         | CC              | -               | -               | ACL                | 11                 | 4                  | -           | -           | -           | 34     | 19     |
| Totale Tianjin Quanjian | Totale Tianjin Quanjian | Totale Tianjin Quanjian | 47         | 30         |                 | 2               | 2               |                    | 11                 | 4                  |             | 0           | 0           | 60     | 36     |
| 2019                    | San Paolo               | A1/SP+A                 | 0+20       | 0+5        | CB              | 2               | 0               | CS                 | 0                  | 0                  | -           | -           | -           | 22     | 5      |
| 2020                    | San Paolo               | A1/SP+A                 | 11+0       | 3+0        | CB              | 0               | 0               | CL                 | 2                  | 1                  | -           | -           | -           | 13     | 4      |
| feb.-dic. 2021          | Orlando City            | MLS                     | 4+1        | 0+0        |                 | 0               | 0               | -                  | -                  | -                  | -           | -           | -           | 5      | 0      |
| 2022                    | Orlando City            | MLS                     | 22         | 3          | USOC            | 5               | 1               | -                  | -                  | -                  | -           | -           | -           | 27     | 4      |
| Totale Orlando City     | Totale Orlando City     | Totale Orlando City     | 26+1       | 3+0        |                 | 5               | 1               |                    |                    |                    |             | -           | -           | 32     | 4      |
| mag. -dic.2023          | San Paolo               | A1/SP+A                 | 0+9        | 0+2        | CB              | -               | -               | CS                 | 1                  | 0                  | -           | -           | -           | 10     | 2      |
| Totale San Paolo        | Totale San Paolo        | Totale San Paolo        | 25+91      | 11+26      |                 | 14              | 7               |                    | 13                 | 5                  |             | -           | -           | 143    | 49     |
| Totale carriera         | Totale carriera         | Totale carriera         | 390        | 145        |                 | 32              | 15              |                    | 72                 | 25                 |             | 6           | 3           | 500    | 188    |

### Presenze e reti in nazionale
| Cronologia completa delle presenze e delle reti in nazionale ― Brasile | Cronologia completa delle presenze e delle reti in nazionale ― Brasile | Cronologia completa delle presenze e delle reti in nazionale ― Brasile | Cronologia completa delle presenze e delle reti in nazionale ― Brasile | Cronologia completa delle presenze e delle reti in nazionale ― Brasile | Cronologia completa delle presenze e delle reti in nazionale ― Brasile | Cronologia completa delle presenze e delle reti in nazionale ― Brasile | Cronologia completa delle presenze e delle reti in nazionale ― Brasile |
| Data                                                                   | Città                                                                  | In casa                                                                | Risultato                                                              | Ospiti                                                                 | Competizione                                                           | Reti                                                                   | Note                                                                   |
| ---------------------------------------------------------------------- | ---------------------------------------------------------------------- | ---------------------------------------------------------------------- | ---------------------------------------------------------------------- | ---------------------------------------------------------------------- | ---------------------------------------------------------------------- | ---------------------------------------------------------------------- | ---------------------------------------------------------------------- |
| 26-3-2008                                                              | Londra                                                                 | Svezia                                                                 | 0 – 1                                                                  | Brasile                                                                | Amichevole                                                             | 1                                                                      | 58’                                                                    |
| 31-5-2008                                                              | Seattle                                                                | Brasile                                                                | 3 – 2                                                                  | Canada                                                                 | Amichevole                                                             | -                                                                      | 69’                                                                    |
| 6-6-2008                                                               | Boston                                                                 | Brasile                                                                | 0 – 2                                                                  | Venezuela                                                              | Amichevole                                                             | -                                                                      | 46’                                                                    |
| 15-10-2008                                                             | Rio de Janeiro                                                         | Brasile                                                                | 0 – 0                                                                  | Colombia                                                               | Qual. Mondiali 2010                                                    | -                                                                      | 63’                                                                    |
| 10-2-2009                                                              | Londra                                                                 | Brasile                                                                | 2 – 0                                                                  | Italia                                                                 | Amichevole                                                             | -                                                                      | 81’                                                                    |
| 1-4-2009                                                               | Porto Alegre                                                           | Brasile                                                                | 3 – 0                                                                  | Perù                                                                   | Qual. Mondiali 2010                                                    | -                                                                      | 70’                                                                    |
| 10-6-2009                                                              | Recife                                                                 | Brasile                                                                | 2 – 1                                                                  | Paraguay                                                               | Qual. Mondiali 2010                                                    | -                                                                      | 74’                                                                    |
| 15-6-2009                                                              | Bloemfontein                                                           | Brasile                                                                | 4 – 3                                                                  | Egitto                                                                 | Conf. Cup 2009 - 1º turno                                              | -                                                                      | 62’                                                                    |
| 10-8-2010                                                              | East Rutherford                                                        | Stati Uniti                                                            | 0 – 2                                                                  | Brasile                                                                | Amichevole                                                             | 1                                                                      | 67’                                                                    |
| 7-10-2010                                                              | Abu Dhabi                                                              | Brasile                                                                | 3 – 0                                                                  | Iran                                                                   | Amichevole                                                             | 1                                                                      |                                                                        |
| 11-10-2010                                                             | Derby                                                                  | Brasile                                                                | 2 – 0                                                                  | Ucraina                                                                | Amichevole                                                             | 1                                                                      | 77’                                                                    |
| 9-2-2011                                                               | Saint-Denis                                                            | Francia                                                                | 1 – 0                                                                  | Brasile                                                                | Amichevole                                                             | -                                                                      | 85’                                                                    |
| 3-7-2011                                                               | La Plata                                                               | Brasile                                                                | 0 – 0                                                                  | Venezuela                                                              | Coppa America 2011 - 1º turno                                          | -                                                                      | 75’                                                                    |
| 9-7-2011                                                               | Córdoba                                                                | Brasile                                                                | 2 – 2                                                                  | Paraguay                                                               | Coppa America 2011 - 1º turno                                          | -                                                                      | 52’                                                                    |
| 13-7-2011                                                              | Córdoba                                                                | Brasile                                                                | 4 – 2                                                                  | Ecuador                                                                | Coppa America 2011 - 1º turno                                          | 2                                                                      | 85’                                                                    |
| 17-7-2011                                                              | La Plata                                                               | Brasile                                                                | 0 – 0 dts (0 – 2 dtr)                                                  | Paraguay                                                               | Coppa America 2011 - Quarti di finale                                  | -                                                                      | 110’                                                                   |
| 10-8-2011                                                              | Stoccarda                                                              | Germania                                                               | 3 – 2                                                                  | Brasile                                                                | Amichevole                                                             | -                                                                      | 77’                                                                    |
| 5-9-2011                                                               | Londra                                                                 | Brasile                                                                | 1 – 0                                                                  | Ghana                                                                  | Amichevole                                                             | -                                                                      | 78’                                                                    |
| 30-5-2012                                                              | Landover                                                               | Stati Uniti                                                            | 1 – 4                                                                  | Brasile                                                                | Amichevole                                                             | 1                                                                      | 64’                                                                    |
| 3-6-2012                                                               | Arlington                                                              | Brasile                                                                | 0 – 2                                                                  | Messico                                                                | Amichevole                                                             | -                                                                      | 60’                                                                    |
| 9-6-2012                                                               | East Rutherford                                                        | Argentina                                                              | 4 – 3                                                                  | Brasile                                                                | Amichevole                                                             | -                                                                      | 60’                                                                    |
| 15-8-2012                                                              | Solna                                                                  | Svezia                                                                 | 0 – 3                                                                  | Brasile                                                                | Amichevole                                                             | 2                                                                      | 75’                                                                    |
| 6-4-2013                                                               | Santa Cruz                                                             | Bolivia                                                                | 0 – 4                                                                  | Brasile                                                                | Amichevole                                                             | -                                                                      | 46’                                                                    |
| 24-4-2013                                                              | Belo Horizonte                                                         | Brasile                                                                | 2 – 2                                                                  | Cile                                                                   | Amichevole                                                             | -                                                                      | 46’                                                                    |
| 7-9-2013                                                               | Brasilia                                                               | Brasile                                                                | 6 – 0                                                                  | Australia                                                              | Amichevole                                                             | 1                                                                      | 67’                                                                    |
| 10-9-2013                                                              | Foxborough                                                             | Brasile                                                                | 3 – 1                                                                  | Portogallo                                                             | Amichevole                                                             | -                                                                      | 76’                                                                    |
| 15-10-2013                                                             | Pechino                                                                | Brasile                                                                | 2 – 0                                                                  | Zambia                                                                 | Amichevole                                                             | -                                                                      | 46’                                                                    |
| Totale                                                                 |                                                                        | Presenze                                                               | 27                                                                     |                                                                        | Reti                                                                   | 10                                                                     |                                                                        |

## Palmarès

### Club

#### Competizioni statali
- Campionato paulista: 1

Corinthians: 2013

#### Competizioni nazionali
- Campionato italiano: 1

Milan: 2010-2011
- Supercoppa italiana: 1

Milan: 2011
- Lamar Hunt U.S. Open Cup: 1

Orlando City: 2022
- Coppa del Brasile: 1

São Paulo: 2023

#### Competizioni internazionali
- Coppa del mondo per club: 1

Internacional: 2006
- Recopa Sudamericana: 2

Internacional: 2007
Corinthians: 2013

### Nazionale

#### Competizioni giovanili e olimpiche
- Campionato sudamericano Under-20: 1

2007
- Bronzo olimpico: 1

Pechino 2008
- Argento olimpico: 1

Londra 2012

#### Competizioni maggiori
- Confederations Cup: 1

2009

### Individuale
- Capocannoniere del campionato brasiliano Under-20: 1

2006 (7 gol)
- European Golden Boy: 1

2009
- Oscar del calcio AIC: 1

Miglior giovane: 2009